# Svedbanken
Svedbanken er en satire-cd, udgivet i 2003 af de to komikere Rune Tolsgaard og Esben Pretzmann (senere kendt fra bl.a. Drengene fra Angora). Cden indeholder en række sketches og komisk materiale, inklusive sange og 11 af afsnittene fra radio-satire-programmet, Chris og chokoladefabrikken, der kørte på P3 fra 2001 til 2002.

## Trackliste
1. "Det kaldes ironi"
2. "Chris og Chokoladefabrikken #1"
3. "Døvebegravelse"
4. "Slangemenneske"
5. "Åben kanal"
6. "Chris og Chokoladefabrikken #2"
7. "Pumpgun"
8. "Rollespil-sangen"
9. "Sig det med #1"
10. "Chris og Chokoladefabrikken #3"
11. "Hey – John!"
12. "Åben kanal"
13. "Egernskandalen"
14. "Chris og Chokoladefabrikken #4"
15. "Hey, er din mor syg?"
16. "Pinnochio"
17. "Børnelokker"
18. "Chris og Chokoladefabrikken #5"
19. "Sig det med #2"
20. "Åben kanal"
21. "Chris og Chokoladefabrikken #6"
22. "Gamle ven"
23. "Søhønen"
24. "Chris og Chokoladefabrikken #7"
25. "Hey – John!"
26. "Åben kanal"
27. "Så vask dig"
28. "Chris og Chokoladefabrikken #8"
29. "Sig det med #3"
30. "Åben kanal"
31. "Chris og Chokoladefabrikken #9"
32. "Inger Hammerik"
33. "De store klunker"
34. "Chris og Chokoladefabrikken #10"
35. "To hjul og en motor"
36. "Åben kanal"
37. "Chris og Chokoladefabrikken #11"